# Вейн Тауншип (округ Кроуфорд, Пенсільванія)
Вейн Тауншип (англ. Wayne Township) — селище (англ. township) в США, в окрузі Кроуфорд штату Пенсільванія. Населення — 1405 осіб (2020).

## Демографія
Згідно з переписом 2010 року, у селищі мешкало 1539 осіб у 554 домогосподарствах у складі 437 родин. Було 699 помешкань
Расовий склад населення:
| - 98,7 % — білих - 0,4 % — азіатів - 0,2 % — чорних або афроамериканців - 0,1 % — вихідців з тихоокеанських островів |

До двох чи більше рас належало 0,6 %. Частка іспаномовних становила 0,3 % від усіх жителів.
За віковим діапазоном населення розподілялося таким чином: 24,7 % — особи молодші 18 років, 62,2 % — особи у віці 18—64 років, 13,1 % — особи у віці 65 років та старші. Медіана віку мешканця становила 41,3 року. На 100 осіб жіночої статі у селищі припадало 96,8 чоловіків;  на 100 жінок у віці від 18 років та старших — 96,4 чоловіків також старших 18 років.
Середній дохід на одне домашнє господарство  становив 65 783 долари США (медіана — 53 500), а середній дохід на одну сім'ю — 72 383 долари (медіана — 67 679). Медіана доходів становила 50 357 доларів для чоловіків та 28 750 доларів для жінок. За межею бідності перебувало 8,3 % осіб, у тому числі 6,8 % дітей у віці до 18 років та 13,4 % осіб у віці 65 років та старших.
Цивільне працевлаштоване населення становило 700 осіб. Основні галузі зайнятості: виробництво — 28,0 %, освіта, охорона здоров'я та соціальна допомога — 19,6 %, роздрібна торгівля — 8,3 %, будівництво — 6,9 %.